# Giả Hồ

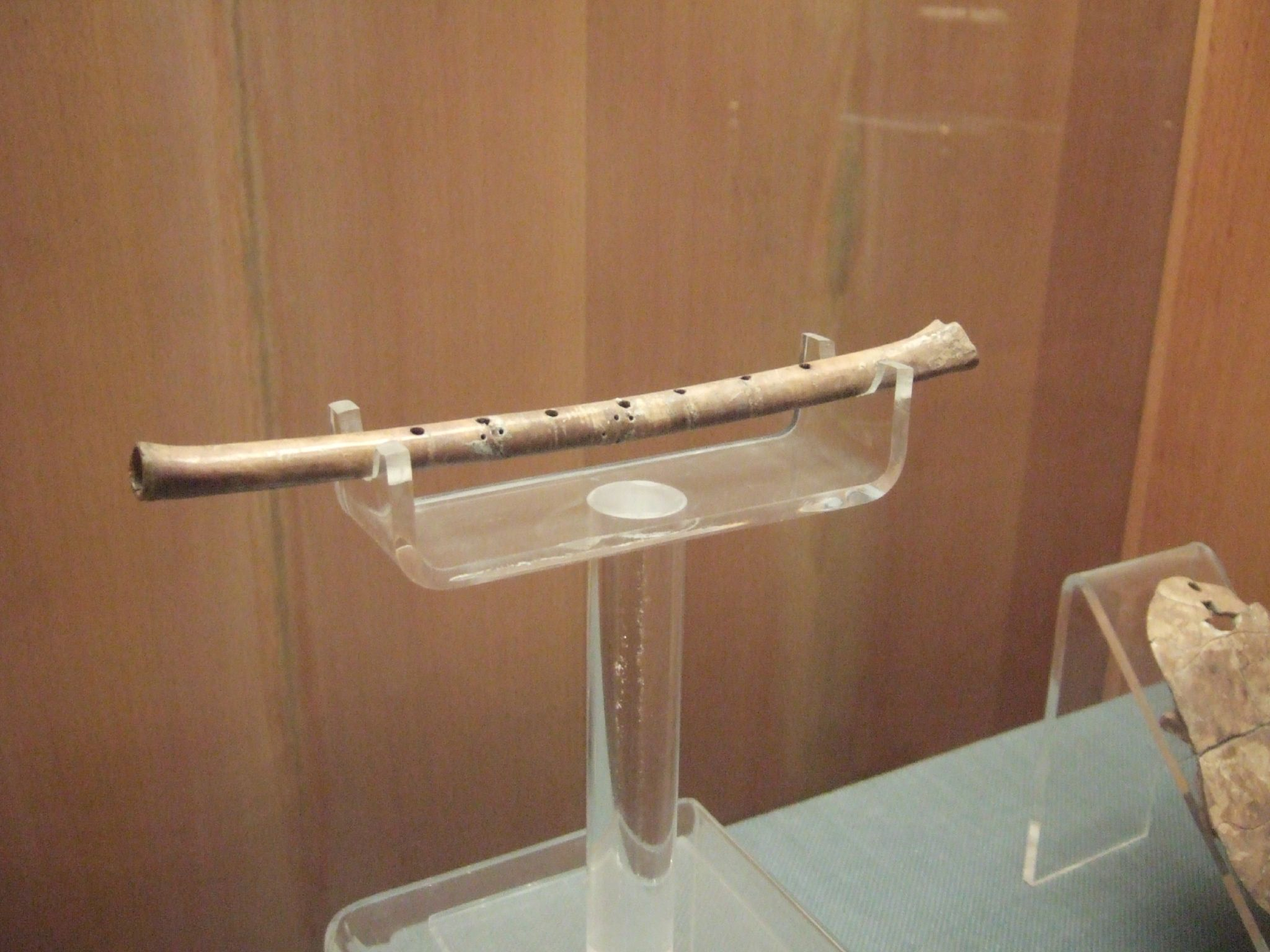
Cây sáo ngang làm từ xương chim phát hiện tại Giả Hồ, trưng bày tại Bảo tàng Hà Nam

Một số ví dụ về phù hiệu khế khắc Giả Hồ

Giả Hồ (賈湖, bính âm: Jiǎhú) là di chỉ của một điểm định cư thời đại đồ đá mới ở lưu vực Hoàng Hà, nay thuộc huyện Vũ Dương, tỉnh Hà Nam, Trung Quốc. Các nhà khảo cổ học nhận định di chỉ này là một trong các thí dụ sớm nhất của văn hóa Bùi Lý Cương. Di chỉ này có người định cư từ năm 7000 TCN đến năm 5800 TCN, song sau đó nó bị ngập nước và bị bỏ rơi. Khu định cư được bao quanh bởi một con hào và bao trùm một diện tích 55.000 m². Quán trưởng Bảo tàng huyện nhà đã phát hiện ra di chỉ vào năm 1962, song việc mở rộng khai quật chỉ được tiến hành một thời gian khá dài sau đó, hầu hết di chỉ đến nay vẫn chưa được khai quật.
Các nhà khảo cổ học phân niên đại của di chỉ Giả Hồ thành ba giai đoạn, giai đoạn đầu là từ 7000 đến 6600 TCN, giai đoạn giữa là từ 6600 đến 6200 TCN, giai đoạn cuối là từ 6200 đến 5800 TCN. Hai giai đoạn cuối thuộc về văn hóa Bùi Lý Cương, trong khi giai đoạn đầu chỉ mang đặc điểm Giả Hồ độc nhất.
Các cư dân Giả Hồ trồng tiểu mễ và lúa. Trong khi việc trồng kê phổ biến trong các cộng đồng thuộc văn hóa Bùi Lý Cơng, chỉ có Giả Hồ là trồng lúa. Hoạt động canh tác lúa ở Giả Hồ là một trong các phát hiện sớm nhất, và xa về phía bắc nhất trong cùng giai đoạn lịch sử.
Có trên 300 ngôi mộ đã được khai quật tại Giả Hồ, kèm theo đó là các lễ vật mai táng, từ đồ gốm cho đến mai rùa. Một trong các lễ vật quan trọng nhất được khai quật là cốt địch (sáo) âm có thể chơi được, được làm từ xương cánh của hạc. Giai đoạn đầu tiên của Giả Hồ chỉ có hai loại sáo, là tứ cung và ngũ cung. Giai đoạn giữa của Giả Hồ xuất hiện một vài loại sáo, đáng chú ý là một cặp sáo lục cung. Một chiếc sáo trong cặp đã bị vỡ, và chiếc còn lại dường như là bản sao của chiếc đầu tiên, vì có những bằng chứng cho thấy nó được điều chỉnh để ứng với âm của các đầu tiên. Giai đoạn cuối có điểm cách tân là việc sử dụng sáo thất cung.
Tại Giả Hồ, người ta tìm thấy một vài trong số các đồ gốm Trung Hoa cổ nhất vào thời đại đồ đá mới tại Trung Quốc. Các nhà khoa học đến từ Đại học Pennsylvania đã tiến hành phân tích hóa học các bình gốm từ Giả Hồ và phát hiện thấy dấu tích của đồ uống có cồn được lên men từ gạo, mật ong và táo gai. Các nhà nghiên cứu đưa ra giả thuyết rằng rượu được lên men theo quá trình lên men đường.
Tại Giả Hồ, các nhà khảo cổ học đã xác định được 11 ký hiệu của phù hiệu khế khắc Giả Hồ, chín ký hiệu trên mai rùa và hai ký hiệu trên xương, bằng chứng của chữ viết nguyên thủy. Các ký hiệu này thuộc về giai đoạn giữa, một số khá tương đồng với các chữ Hán sau này; hai trong số đó là mục (目) và nhật (日).